# Шуйский, Игорь Юрьевич
Игорь Юрьевич Шуйский (род. 24 сентября 1947) — советский самбист, призёр чемпионата и Кубка СССР, мастер спорта СССР, советский и российский тренер, отличник физической культуры и спорта (2000). Выступал в полутяжёлой весовой категории (до 100 кг). Представлял спортивные клубы «Труд» и «Уралмаш» (Свердловск). Тренировался под руководством Александра Козлова. Окончил Свердловский техникум физической культуры. В 1968 году открыл первую секцию самбо в Красноуральске. Был тренером ДЮСШ № 16 в Екатеринбурге. В Красноуральске проводится юношеский турнир по дзюдо на призы Игоря Шуйского.

## Спортивные результаты
- Чемпионат СССР по самбо 1972 года — ;
- Кубок СССР по самбо 1975 года — ;